# 今何在
今何在（1977年12月23日—），本名曾雨，男，江西南昌人，中国作家、编剧、策划人，最早成名的网络作家之一，大型架空幻想世界“九州”的创始人之一，《九州幻想》杂志创办者之一，著作《悟空传》、《若星汉天空》、《羽传说》、《海上牧云记》、《我的征途是星辰大海》、《西游日记》等小说。

## 生平
今何在是江西南昌人。1999年毕业于厦门大学。曾与王家卫、刘镇伟等导演合作，並进行影视策划编剧工作，创作并出版电影小说《天下无双》、《西游降魔篇》等。
曾为网络游戏《不灭传说》 和《口袋西游》 撰写游戏小说，并担任以《悟空传》为蓝本改编的网络游戏《斗战神》和《斗战诛天》的世界架构师。

## 职业经历
- 1999年  南昌电信某网站，网管
- 2000年  卓越数码科技有限公司，游戏策划
- 2002年  泽东电影公司，编剧
- 2004年  九州有限公司，副总经理
- 2007年  《九州幻想》杂志，主编
- 2008年  完美时空旗下纵横中文网，副总经理
- 2009年  腾讯互动娱乐-量子工作室，《斗战神》世界架构师
- 2010年  九州幻想文化传媒有限公司
- 2013年  今何在影视工作室
- 2015年  星汉时空文化传媒有限公司

## 出版作品

### 中國大陸
- 2001年2月，悟空传。光明日报出版社。
- 2001年4月，悟空传（修订版）。光明日报出版社。
- 2002年2月，天下无双。原著剧本：刘镇伟，小说改编：今何在。上海文艺出版社。
- 2004年1月，悟空传漫画。原著：今何在，改编：谭萌，绘画：屠楠、张梁。 中国友谊出版公司。
- 2004年1月，一直向西 直到你和世界尽头。原著：今何在，编绘：雪翎。天津人民出版社。
- 2004年10月，若星汉天空。二十一世纪出版社。
- 2005年6月，羽传说。新世界出版社。
- 2006年1月，悟空传（全版）。二十一世纪出版社。
- 2006年12月，海上牧云记。天津人民出版社。
- 2008年1月，悟空传（今何在文集）。二十一世纪出版社。
- 2008年1月，若星汉天空（今何在文集）。二十一世纪出版社。
- 2010年8月，我的征途是星辰大海。万卷出版公司。
- 2011年6月，悟空传（完美纪念版）。湖南文艺出版社。
- 2012年7月，西游日记。湖南文艺出版社。
- 2013年2月，西游：降魔篇。周星驰/今何在。江苏文艺出版社。
- 2013年5月，若星汉天空（荣耀典藏版）。北京联合出版公司。
- 2016年6月，悟空传（热血回归版）。北京联合出版公司。
- 2017年6月，悟空传（典藏纪念版版）。北京联合出版公司。
- 2017年7月，若星汉天空（典藏纪念版版）。北京联合出版公司。
- 2017年10月，西游日记（典藏纪念版版）。百花洲文艺出版社。

### 港台
- 2002年7月，悟空傳。紅色文化出版。
- 2003年5月，若星漢第一部：最後一個聖騎士。蓋亞出版。
- 2005年12月，若星漢第二部：重返陽光之土。蓋亞出版。
- 2007年7月，若星漢第三部：毀滅與新生。蓋亞出版。
- 2012年9月，悟空傳。圓神出版社。
- 2013年2月，西遊：降魔篇。周星馳/今何在。蓋亞文化有限公司。
- 2013年2月，西遊：降魔篇。周星馳/今何在。明窗出版社有限公司。
- 2017年7月，九州‧海上牧雲記。高寶書版。

## 发表作品

### 九州幻想
- 2005年7月·破军号 九州·美人如玉剑如虹 一
- 2005年8月·贪狼号 九州·美人如玉剑如虹 二
- 2005年9月·巨门号 九州·美人如玉剑如虹 三
- 2005年10月·密罗号 九州·美人如玉剑如虹 完结篇
- 2006年1月·寰化号 九州·海上牧云记·彤云烈马
- 2006年2月·岁正号 九州·海上牧云记·彤云烈马 Ⅱ
- 2006年3月·明月号 九州·海上牧云记·彤云烈马 Ⅲ
- 2006年6月·裂章号 九州·海上牧云记·瀚海
- 2006年10月·填盍号 中国式青春
- 2007年1月 闪电战
- 2007年2月 闪电战 Ⅱ
- 2007年3月 中国式青春 Ⅱ（麦田里的终结者）
- 2007年5月 九州·羽传说Ⅱ·无星夜
- 2007年7-8合辑 九州·羽传说Ⅱ·有晴天
- 2007年·九月风华 九州·羽传说Ⅱ·风之缕
- 2007-2008岁正盛典·跨年特辑 2050年的母系氏族
- 2008年·两生花 万国·西游记 一
- 2008年·三春晖 万国·西游记 二
- 2008年·四时好 万国·西游记 三
- 2008年·六桥柳 星战·十亿光年 一
- 2008年·七瓣莲 星战·十亿光年 二
- 2008年·八月槎 星战·十亿光年 第一部大结局
- 2009年·十一光年 十亿光年前传·扬名
- 2010年·贲书铁券 十亿光年前传·挫败
- 2010年·铁三角 九州·铁三角（今何在/水泡/遥控）
- 2010年·悟空号 十亿光年前传·涅槃
- 2013年·击剑酣歌 天下未平

### 九州幻想刊首
- 2006年8月·暗月号 小鸡过马路
- 2006年9月·休肜号 海国志异 一
- 2006年10月·填盍号 海国志异 二
- 2006年11月·谷玄号 海国志异 三
- 2006年12月·紫宸号 海国志异 四
- 2007年1月 十年，五年，又一年
- 2007年6月 70，80，90
- 2010年·贲书铁券 未来将至
- 2010年·悟空号 仰望天空
- 2011年·朱庇特 开心做出戏
- 2011年·火之舞 幻想依然在

### 其他刊物
- 2004年8月  九州·羽传说·星辰月（科幻世界奇幻版）
- 2004年10月 九州·逐日·冰下王朝（科幻世界奇幻版）
- 2005年2月  九州·羽传说·翼在天（奇幻世界）
- 2008年1月 中国式青春（小说选刊）
- 2008年1月 2050年的母系氏族（小说月报·新小说）
- 2008年2月 轻狂之战 1（少年闪耀 第一辑）
- 2008年3月 轻狂之战 2（少年闪耀 第二辑）
- 2008年5月 轻狂之战 完结篇（少年闪耀 第四辑）
- 2013年2月 怎能忘了三国 （超好看，2013年第2期）
- 2013年3月 怎能忘了三国 （超好看，2013年第3期）
- 2013年4月 怎能忘了三国 （超好看，2013年第4期）
- 2013年5月 怎能忘了三国 （超好看，2013年第5期）

## 非小说作品

### 作词
- 《喜相逢》《醉一场》（电影《天下无双》插曲）
- 《风情万种》（小说《九州·羽传说》风凌雪主题曲）
- 《九州》（网络游戏《九州世界》主题曲）
- 《五百年》（小说《悟空传》主题曲）

### 编剧
- 网剧《我的西游》[5]
- 电影《悟空传》[6]
- 电视剧《九州·海上牧云记》[7]

## 作品改编

### 游戏
- 2000年，今何在加入卓越数码科技有限公司担任策划，为开发中的游戏撰写背景小说《若星汉天空下》。[8]
- 2002年，基于《若星汉天空下》的西方奇幻背景网络RPG《不灭传说》（Lingering Tale）开始运营。[9]
- 2008年，腾讯互动娱乐量子工作室希望购买《悟空传》的游戏改编权，并邀请今何在为这个大型神话网游项目策划世界观和故事。[10]
- 2010年12月，代号Wgame的《斗战神》在“2010腾讯游戏嘉年华“上发布中文名字和演示动画等内容，并提供15分钟现场试玩。[11]
- 2011年4月，“腾讯游戏2011年度发布会”正式公布了由今何在担任《斗战神》的世界架构师。[12]
- 2017年8月，网易游戏自主研发、东方魔幻史诗电视剧同名3D-MMORPG手游——《九州海上牧云记》开启“九别重逢”首轮iOS测试。[13]

### 影视剧
- 电影《悟空传》，郭子健导演，2017年7月首映。
- 电视剧《九州·海上牧云记》，曹盾导演，2016年杀青。

### 舞台剧
- 2004年10月，多媒体青春粤剧《惊梦西游》。该剧是根据畅销网络小说《悟空传》改编的实验性粤剧。[14]
- 2004年12月，中国人民大学话剧团，舞台剧《悟空传》。改编自今何在的同名网络小说。[15]
- 2005年8月，昆明理工大学“秀异剧团”，话剧《西天漫漫游》。改编自红极一时的网络小说《悟空传》。[16]
- 2013年1月，北京创艺间娱乐文化有限公司与戏逍堂联合出品的话剧版《悟空传》于1月9日在北京上演。[17]

### 动画
- 2001年，中影集团购买《悟空传》的动画改编权，经过多年筹备酝酿终还是搁浅。[18]
- 2005年，北京青青树动漫科技有限公司与今何在签约继续《悟空传》的动画项目。[19]
- 2008年，青青树发布《悟空传》动画样片电子分镜1.1版。（项目至此终止）[20]